# Senfsauce
Als Senfsauce oder Mostrichsauce (frz. sauce moutarde oder sauce à la moutarde) bezeichnet man verschiedene Saucen, die mit Senf (Tafelsenf oder Senfpulver) als Hauptwürzmittel abgeschmeckt sind. Sie wird meist zu Rindfleisch, Speisefisch und Eiern verzehrt.

## Varianten

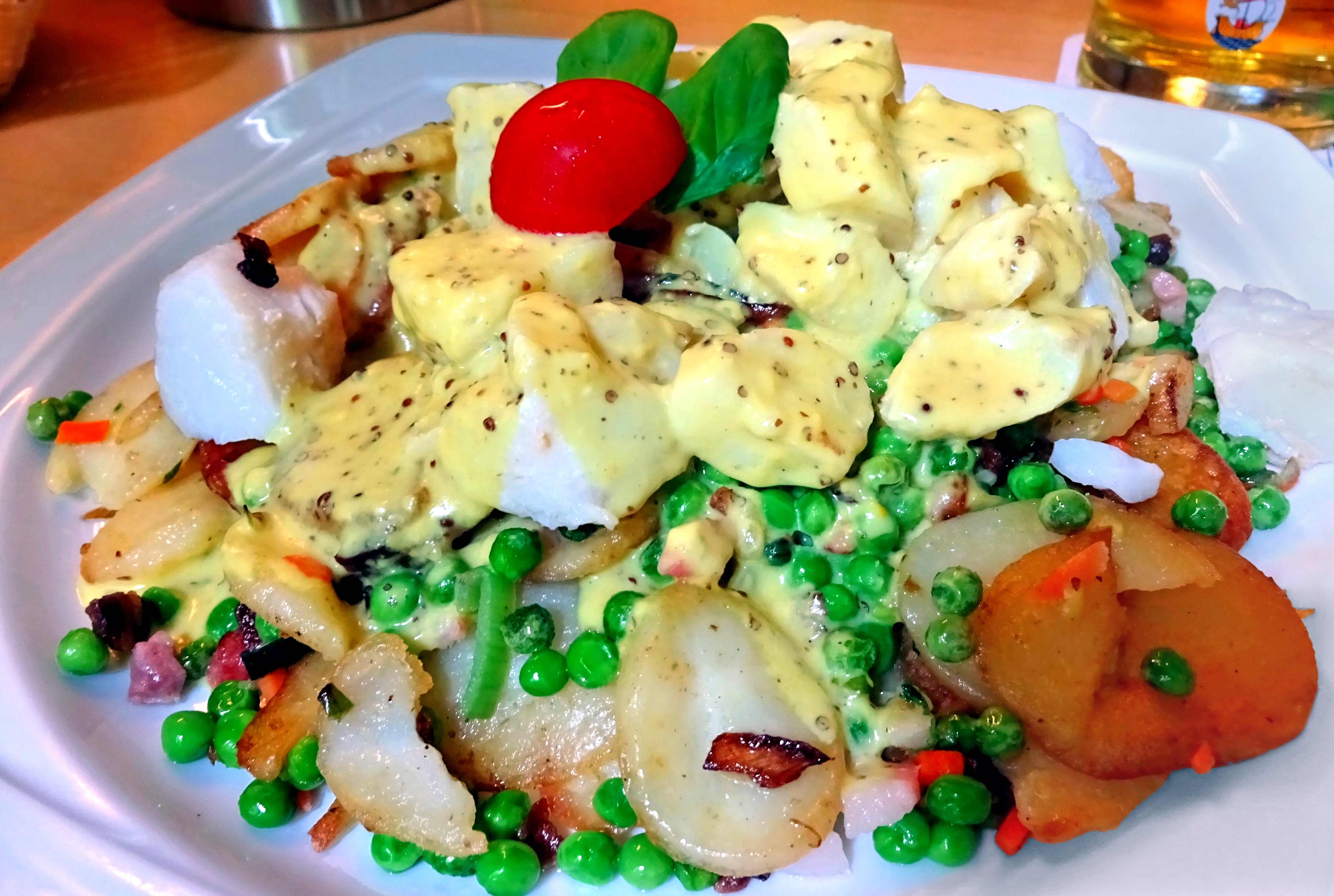
Flensburger Pannfisch mit Dijon-Senfsauce

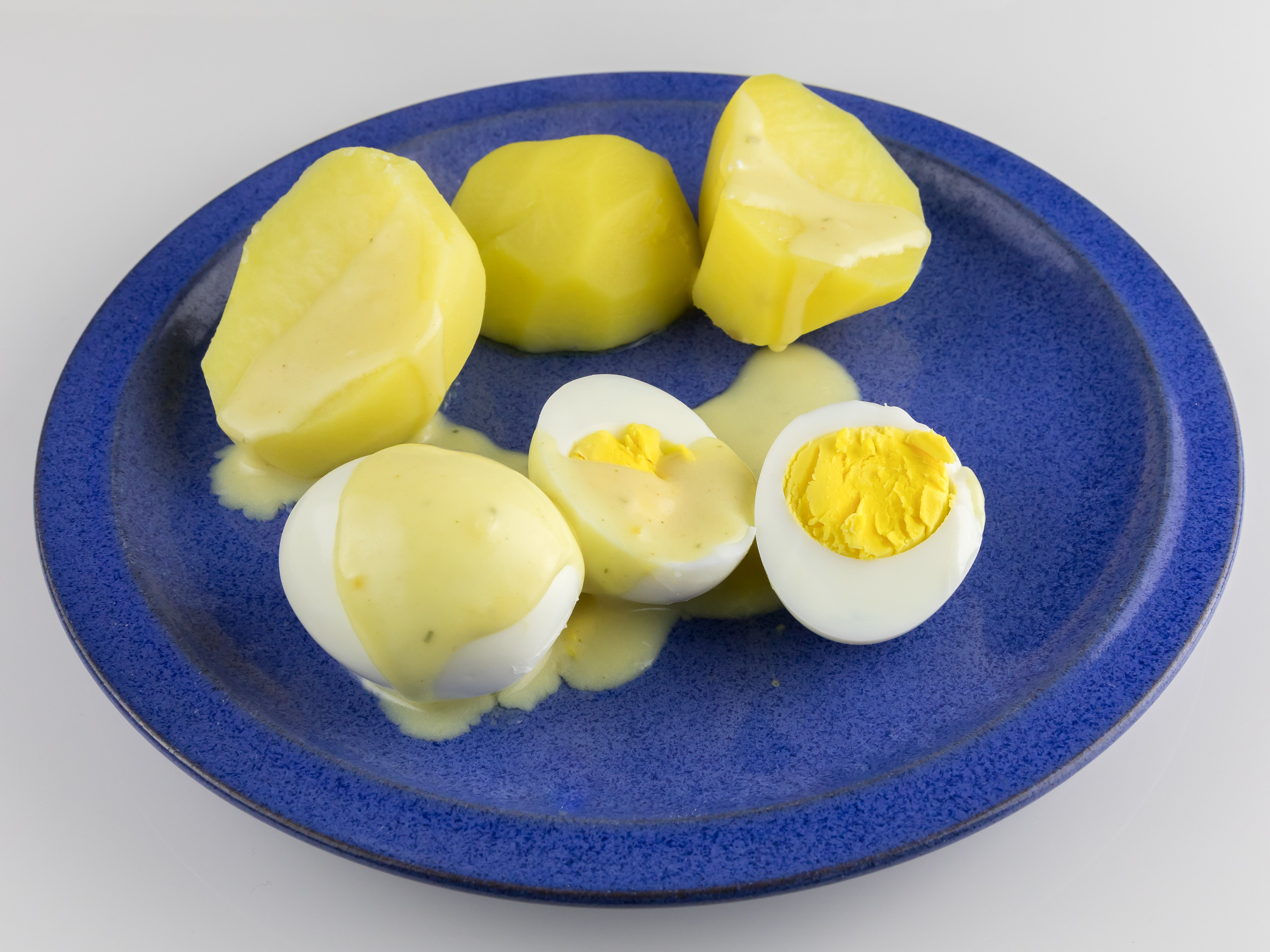
Eier mit Senfsauce

- Für einige Varianten verwendet man eine Bechamel oder Velouté (weiße Grundsauce), die mit Dijon-Senf zubereitet wird. Der in Deutschland übliche Speisesenf eignet sich wegen des Anteils an Essig und Kurkuma nicht.[2]
- Für Fischgerichte verwendet man eine Buttersauce, Rahmsauce oder Holländische Sauce mit Speisesenf.[3]
- Als Kalte Sauce mischt man Mayonnaise mit Senf.[3]

Wesentlicher Bestandteil ist Senf in:
- Sächsische Sauce für Fisch: Velouté mit Weißwein und Fischfond, mit gedünsteten Zwiebeln, Senf und Zitrone.[4]